# Кливленд, Джон
Джон Кливленд (англ. John Cleveland; 1613—1658) — английский поэт.
Кливленд родился в местечке Лафборо, учился в Кембриджском университете. Как убежденный роялист, в годы гражданской войны оставался верным королю Карлу I. В 1655 году был схвачен революционерами и посажен в тюрьму в Ярмуте, но затем отпущен Кромвелем.
Помимо едких сатир, давших ему при жизни большую известность, Кливленд писал любовные стихи, отмеченные несомненным поэтическим талантом, хотя и не свободные от преувеличений, доходящих иногда до смешного. Собрания стихов Кливеленда, с примечаниями, биографическим и историко-литературным очерком, вышло в 1903 году под редакцией Бердана.